# Waldo de Mier
Waldo de Mier García-Maza (Ciudad de México, 29 de mayo de 1915-Madrid, 13 de octubre de 2012) fue un escritor y periodista español. Durante la Dictadura franquista tuvo un papel destacado, llegando a colaborar para varios medios pertenecientes a la Cadena de Prensa del Movimiento. Así mismo, fue autor de varias obras.

## Biografía
Nació en Ciudad de México el 29 de mayo de 1915 en el seno de una familia española, aunque posteriormente regresarían a España. Waldo de Mier realizó sus estudios en Barcelona, ciudad donde también cursaría carrera de comercio. 
Tras el estallido de la guerra civil se unió al Bando sublevado y se afilió a la Falange. Alcanzaría el grado de alférez provisional. Enrolado en la 7.ª bandera de la Legión, llegaría a tomar parte en varias batallas en el frente de Aragón. Durante el transcurso de un combate resultó gravemente herido y perdió una pierna, quedando mutilado.
Después de la guerra se dedicó al periodismo. En 1944 obtuvo su título oficial en la Escuela Oficial de Periodismo, y durante la Dictadura franquista trabajó para varios diarios pertenecientes a la Cadena de Prensa del Movimiento como Alerta, Arriba o Baleares —periódico del cual llegaría a ser director—. A partir de 1958 pasó a desempeñar el puesto de subdirector de la Agencia EFE, por ofrecimiento del director general de prensa Juan Aparicio. Durante los últimos años de dictadura se destacó como uno de los columnistas más reaccionarios del régimen. En esta época colaboró frecuentemente con publicaciones ultraderechistas, como la revista Fuerza Nueva o el diario El Alcázar. Asimismo, formó parte del consejo de administración de la editorial Dyrsa —empresa que editaba El Alcázar—. Además de su faceta periodística, también fue autor de varias obras. De entre las más significativas destaca La herencia, una especie de crónica sobre el Franquismo.
Interesado por el aspecto literario de la guerra civil, pronunció conferencias en la sede de Fuerza Nueva sobre el tema «La última literatura de la guerra de España». En julio de 1974 publicó un extenso artículo de seis entregas en el Diario Español de Tarragona titulado «las guerras civiles españolas en el teatro del siglo xix», sobre las guerras carlistas en la literatura dramática española.
A lo largo de su vida recibió varios premios y honores, entre otros, los premios «Ejército» y el «Rodríguez Santamaría».

## Obras
- —— (1954). España cambia de piel. Madrid: Ediciones Cultura Hispánica.
- —— (1954). La ruta de los conquistadores. Madrid: Ediciones Cultura Hispánica.
- —— (1960). Escogieron la inquietud. Madrid: Estades.
- —— (1971). España, ese esfuerzo. Madrid: Editorial Nacional.
- —— (1985). La herencia (el verdadero cambio). Madrid: Editorial Dyrsa.